# Jevišovka
Jevišovka (en allemand : Fröllerdorf) est une commune du district de Břeclav, dans la région de Moravie-du-Sud, en République tchèque. Sa population s'élevait à 688 habitants en 2020.

## Géographie
Jevišovka se trouve à 32 km à l'ouest-nord-ouest de Břeclav, à 43 km au sud-sud-ouest de Brno et à 203 km au sud-est de Prague. Les eaux de la Jevišovka se jettent dans la Dyje sur son territoire.
La commune est limitée par Litobratřice au nord-ouest, par Drnholec et Novosedly à l'est, par Nový Přerov au sud-est, par Hrušovany nad Jevišovkou au sud et à l'ouest.

## Histoire
La première mention écrite de la localité date de 1353.